# دهستان شهیدآباد (آوج)
دهستان شهیدآباد نام دهستانی در بخش مرکزی شهرستان آوج، استان قزوین در ایران است. براساس سرشماری مرکز آمار ایران در سال ۱۳۸۵، جمعیت آن ۷٬۴۴۷ نفر (۱٬۸۱۳ خانوار) بوده‌است.